# حسن‌آقا ملک‌التجار
حسن‌آقا ملک‌التجار   معروف به حاج حسن‌آقا ملک‌التجار سیاستمدار اهل ایران در دوره پنجم به عنوان نماینده مشهد و دوره ششم به عنوان نماینده بجنورد مجلس شورای ملی حضور داشت. 